# Морен, Антуан
Антуа́н Море́н (фр. Antoine Maurin; 1771—1830) — французский военный деятель, дивизионный генерал (1814 год), барон (1810 год), участник революционных и наполеоновских войн.
Имя генерала выбито на Триумфальной арке в Париже.

## Биография
23 июля 1792 года вступил на службу егерем в 20-й конно-егерский полк. 18 апреля 1794 года назначен адъютантом генерала Мирёра. Отличился при осаде Маастрихта и в бою у Рёра, где он одним из первых переплыл реку и атаковал врага. В 1795 году командовал тремя ротами гренадер авангарда. Его мужество способствовало взятию этого города, а также 800 австрийцев в плен. 13 сентября 1795 года производится в младшие лейтенанты 20-го конно-егерского. В ночь с 29 на 30 июня 1796 года во главе одной из четырёх рот гренадер переправляется на лодках через Рейн у Бендорффа. Выйдя таким образом в тыл неприятеля, и отрезав путь к отступлению 4000 отряду австрийцев, который стоял на равнине у Нойвида. Эти четыре роты сперва захватили 200 пленных, потом взяли редут с артиллерией и багажами вражеского генерала, после чего, в течение более четырёх часов сдерживали атаки неприятеля до того момента, пока мост, переброшенный через Рейн, не позволил прийти остальной армии им на помощь. 16 сентября 1796 года отличился при нападении на Лимбург, и прямо на поле боя произведён генералом Журданом в лейтенанты. 2 октября у Бибераха ранен саблей в плечо. Переведённый в Итальянскую армию, отличился при переправе под огнём неприятеля через Изонцо и при взятии Градиски. За эти действия прямо на поле боя произведён генералом Бонапартом в капитаны. 4 апреля 1797 года получил должность адъютанта Бернадота.
24 апреля 1802 года назначен командиром 24-го конно-егерского полка. Служил в Италии. В январе 1807 года его полк получил приказ направиться в Польшу, и влиться в состав Великой Армии. С 28 марта в составе бригады Брюйера дивизии лёгкой кавалерии Лассаля. Отличился при Гуттштадте 9 июня. 25 июня 1807 года произведён в бригадный генералы. 30 сентября получил под своё начало кавалерийскую бригаду в 1-м наблюдательном корпусе Жиронды. 19 ноября возглавил авангард Португальской армии генерала Жюно. Летом 1808 года Морен заболел, и 19 июня, при занятии англичанами Фару, он был захвачен в плен в своей постели. Англичане перевозят его в Британию, где он остаётся в качестве пленного до 4 сентября 1812 года, когда получает возможность вернуться во Францию.
11 февраля 1813 года вызван в распоряжение Императора, и зачислен в состав Великой Армии. 1 марта стал командиром 9-й бригады 4-й дивизии лёгкой кавалерии 2-го кавалерийского корпуса. С 15 по 30 декабря без назначения, после чего вновь вернулся во 2-й корпус. 6 января 1814 года приписан к дивизии кавалерии, формируемой в Версале. 19 февраля получил чин дивизионного генерала. В тот же день Император поручил ему командование 2-й дивизией лёгкой кавалерии 2-го кавалерийского корпуса. Именно во главе этих войск он и провёл Французскую кампанию 1814 года.
После возвращения Бурбонов, он был назначен комиссаром короля, ответственным за возвращение военнопленных. С 1 января 1815 года без служебного назначения. 19 марта назначен начальником штаба 2-го армейского корпуса герцога де Берри. Император, вернувшись в свою столицу, возложил на него 31 марта командование 7-й кавалерийской дивизией 4-го корпуса Северной армии. 16 июня в сражении при Линьи получил сквозное пулевое ранение в грудь. После второй реставрации с сентября без служебного назначения. 18 сентября 1818 года помещён в резерв. Людовик XVIII доверил ему командование 15-м военным округом 20 января 1819 года. Оставил данный пост 30 мая 1820 года, и 1 января 1823 года был отправлен в отставку. После Июльской революции вновь вернулся к службе с назначением в военное министерство. 18 сентября 1830 года возглавил 1-й военный округ. Через семь дней был заменён на данном посту генералом Пажолем.

## Воинские звания
- Младший лейтенант (13 сентября 1795 года);
- Лейтенант (16 сентября 1796 года);
- Капитан (19 марта 1797 года);
- Командир эскадрона (5 февраля 1799 года);
- Полковник штаба (21 июля 1799 года);
- Бригадный генерал (25 июня 1807 года);
- Дивизионный генерал (19 февраля 1814 года).

## Титулы
- Барон Морен и Империи (фр. baron Maurin et de l'Empire; декрет от 19 марта 1808 года, патент подтверждён 23 июня 1810 года)[1].

## Награды
Легионер ордена Почётного легиона (11 декабря 1803 года)
 Офицер ордена Почётного легиона (14 июня 1804 года)
 Коммандан ордена Почётного легиона (28 сентября 1813 года)
 Кавалер военного ордена Святого Людовика (1814 год)